# Parco del Cavaticcio
Le parco del Cavaticcio est un parc public ouvert situé à Bologne, en Italie.

## Historique
Le parc est inauguré par le maire Virginio Merola le 10 juin 2011 sur le lieu de l’ancien port de Bologne,. L’aménagement, réalisé en deux portions, a nécessité un investissement d’un peu moins de 3,4 millions d’euros.
Le nom du parc provient du canale Cavaticcio, qui y avait une chute de près de 15 m qui a alimenté en énergie plusieurs moulins et bâtiments industriels à partir du XIIe siècle.

## Caractéristiques
Le parc comprend une petite plage urbaine avec parasols et transats à côté de la darse qui recouvre le véritable canale del Cavaticcio. Le reste de la surface est occupé par de l’herbe et des plantes tombantes et grimpantes. Il comprend également de nombreuses sculptures de Arnaldo Pomodoro, Giuseppe Maraniello, Mimmo Paladino et Gilberto Zorio. Les restes de la base partisane à l’origine de la bataille de Porta Lame le 7 novembre 1944 forment un petit jardin à l’intérieur du parc, nommé en mémoire de John Klemlen, pilote sud-africain mort au combat,.

## Galerie de photographies

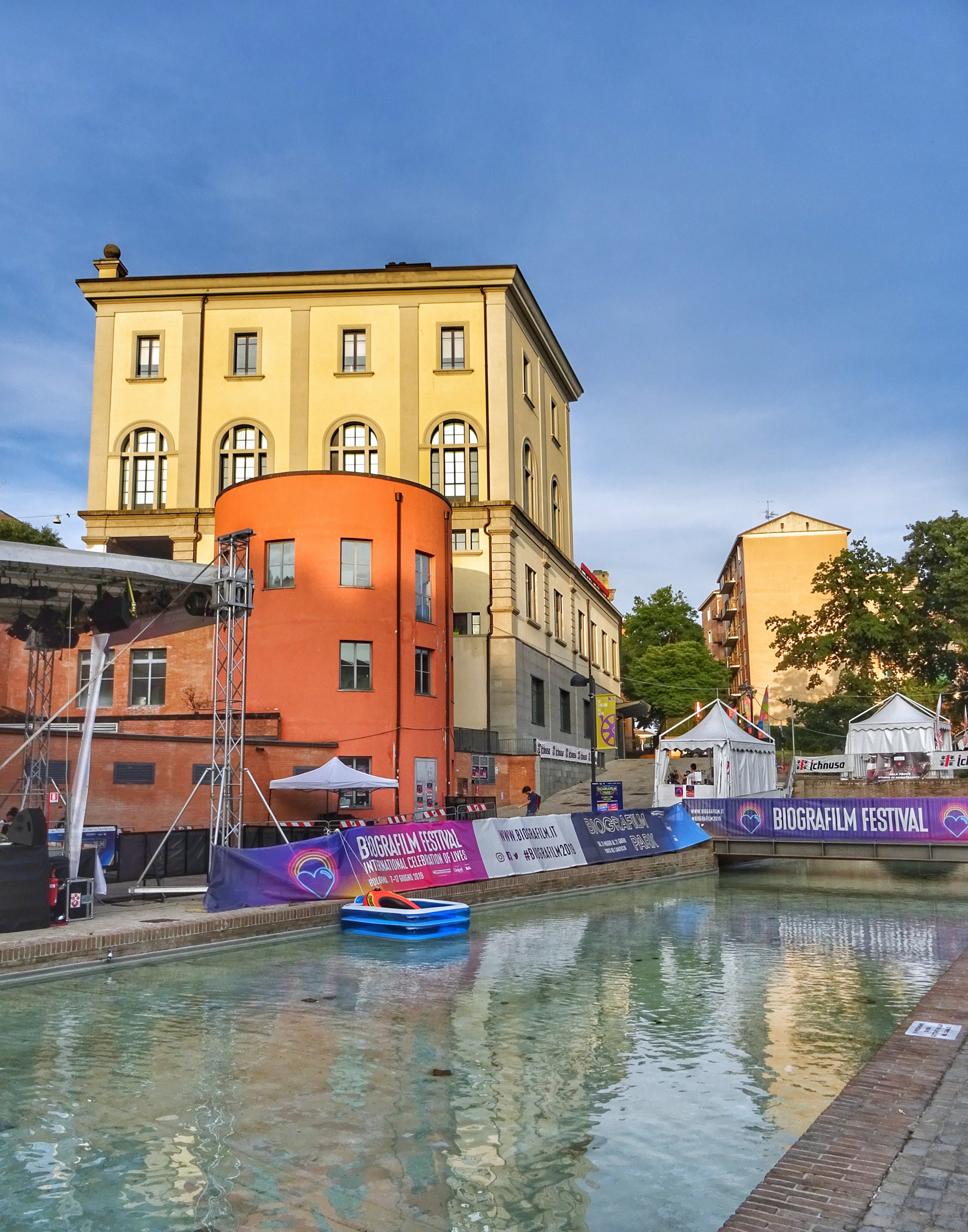
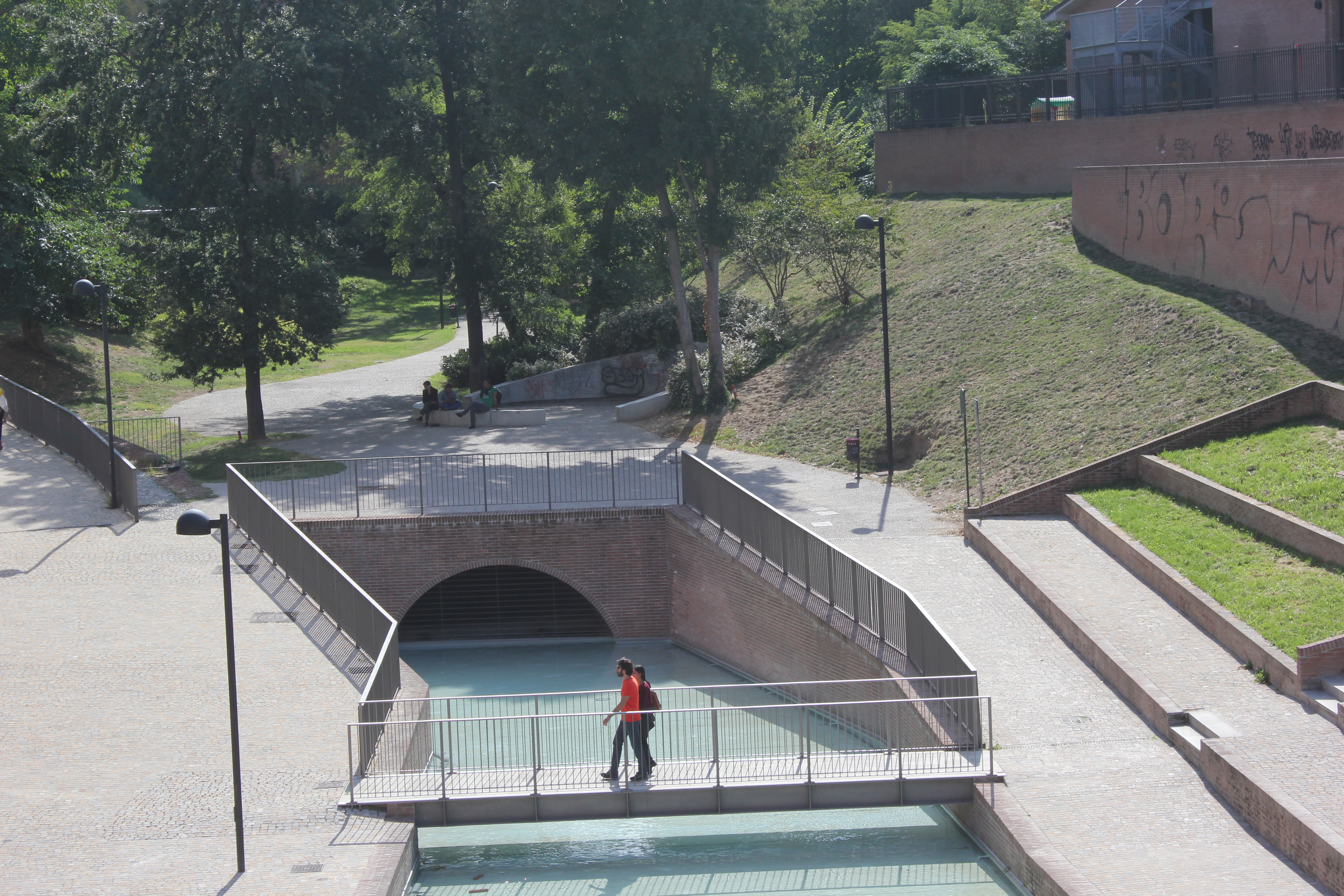